# 1962 Dunant
1962 Dunant (1973 WE) là một tiểu hành tinh vành đai chính được phát hiện ngày 24 tháng 11 năm 1973 bởi Wild, P. ở Zimmerwald.